# Lomographa lungtanensis
Lomographa lungtanensis là một loài bướm đêm trong họ Geometridae.